# Goodridge
Goodridge é uma cidade localizada no estado americano de Minnesota, no Condado de Pennington.

## Demografia
Segundo o censo americano de 2000, a sua população era de 98 habitantes.
Em 2006, foi estimada uma população de 107, um aumento de 9 (9.2%).

## Geografia
De acordo com o United States Census Bureau tem uma área de
0,5 km², dos quais 0,5 km² cobertos por terra e 0,0 km² cobertos por água. Goodridge localiza-se a aproximadamente 357 m acima do nível do mar.

## Localidades na vizinhança
O diagrama seguinte representa as localidades num raio de 36 km ao redor de Goodridge.